# 第一代威瓦利子爵約翰·安德森
约翰·安德森，第一代威瓦利子爵GCB OM GCSI GCIE PC PC (Ire) FRS（1882年7月8日—1958年1月4日）是英国的文官、政治家，在二战期间曾为内阁成员，也因此有了“后方首相”（Home Front Prime Minister）的别称。他曾担任英国內政大臣、樞密院議長、財政大臣的职位。英国的一种防空袭设施“安德森遮蔽物”（Anderson shelter）以他命名。